# Dermacentor abaensis
Dermacentor abaensis är en fästingart som beskrevs av Teng 1963. Dermacentor abaensis ingår i släktet Dermacentor och familjen hårda fästingar. Inga underarter finns listade i Catalogue of Life.